# Премия Тётки
Премия Тётки (бел. Прэмія Цёткі) — литературная награда в честь белорусской писательницы Алоизы Пашкевич, известной под псевдонимом Тётка. Учредителями премии являются Белорусский союз писателей, благотворительный фонд «Возвращение» (бел. Вяртанне) и Белорусский ПЕН-центр. Премия была основана в конце 2015 года и присуждается ежегодно с 2016 года. Это единственная негосударственная белорусская литературная премия, присуждаемая за достижения в области детской литературы и книгоиздания.

## Вручение
Премия вручается за лучшую книгу для детей и подростков, написанную на белорусском языке, а также за лучшее художественное оформление такой книги. Премия присуждается в двух номинациях: автору книги, независимо от жанра литературы (проза, поэзия, драма), и художнику-иллюстратору детской книги.
Победитель в каждой номинации получает денежную премию в размере 2000 долларов США по курсу Национального банка Республики Беларусь (в случае коллективного авторства премия делится между всеми авторами). Согласно положению о премии, право предлагать книги на участие в конкурсе имеют издательства, оргкомитет премии, члены жюри, сам автор или художник.

## История
Премия была учреждена Белорусским ПЕН-центром и благотворительным фондом «Возвращение» (бел. Вяртанне). Патроном премии за лучшую белорусскую книгу для детей и подростков была выбрана Алоиза Пашкевич (Тётка) — автор книги «Первое чтение для белорусских детей», создатель первой белорусской школы в Вильнюсе, редактор журнала для детей и юношества «Лучинка» (бел. Лучынка).
Впервые награда была вручена в 2016 году. Лауреатами первой Премии Тётки стали Надея Ясминска, автор книги «Семь роз», и Катерина Дубо́вик (бел. Кацярына Дубовік), иллюстратор этой же книги. Церемония награждения состоялась 3 мая в пространстве «Корпус8».
В 2020 году впервые церемония награждения прошла без отдельного мероприятия. Из-за проблем, связанных с COVID-19 и временной изоляцией, все обсуждения проводились в режиме онлайн. 14 октября 2021 года, когда в очередной раз были объявлены лауреаты Премии Тётки, также не состоялось посвящённое детской литературе мероприятие.

## Лауреаты
- 2016 год — победительницей в номинации «Лучшая книга для детей и подростков» стала Надея Ясминска[бел.] за книгу «Семь роз[бел.]». Победительницей в номинации «Лучшее художественное оформление» за ту же книгу стала Екатерина Дубо́вик (бел. Кацярына Дубовік)[6].

- 2017 год — победителем в номинации «Лучшая книга для детей и подростков» стал Владимир Орлов за книгу «Родина: живописная история. От Рогнеды до Костюшко» (бел. Айчына: маляўнічая гісторыя. Ад Рагнеды да Касцюшкі). За художественное оформление той же книги был награждён Павел Татарников[бел.][9].

- 2018 год — победителем за содержание книги «Моя милая ведьма» (бел. Мая мілая ведзьма) стал Валерий Гапеев[бел.]. Победительницей-иллюстратором стала Лизавета Ленкевич (бел. Лізавета Лянкевіч) за книгу «Азбука. Весёлый улей» (бел. Азбука. Вясёлы вулей) авторства Рыгора Бородулина[10].

- 2019 год — победителем-автором стала Вера Бурлак[бел.] за книгу стихотворений «Фантазюрки» (бел. Фантазюркі). Победительницей, оформившей книгу Надеи Ясмински[бел.] «Почему у Меши нет дома» (бел. Чаму Меша не мае хаты), стала Екатерина Дубо́вик (бел. Кацярына Дубовік)[11].

- 2020 год — победительницей в номинации «Лучшая книга для детей и подростков» стала Зореслава Каминская[бел.] за книгу стихов «Колядный стол. Некулинарная книга» (бел. Калядны стол. Некулінарная кніга). Лауреатом за иллюстрирование книги Геннадия Авласенко «Как зубрёнок „Зубрёнка“ посетил» (бел. Як зубраня „Зубраня“ наведала) была признана Вероника Шпак (бел. Вераніка Шпак)[12].

- В 2021 году победительницей-автором была выбрана Ольга Гапеева[бел.] за книгу «Один носок и другие истории» (бел. Адна шкарпэтка і іншыя гісторыі). Художником-лауреатом был признан Валерий Слаук[бел.] за книгу «Ведьмак, который оборачивался в волка» (бел. Вядзьмар, які рабіўся ваўком)[13].

- В 2022 году победившим автором в номинации «Лучшая книга для детей и подростков» стал Антон Франтишек Брыль за книгу «Мышиные Коляды» (бел. Мышыныя Каляды). Художницей-лауреатом была выбрана Лилия Бусарова[бел.] за книгу Эди Огнецвет «Мой рыжий Бим» (бел. Мой рыжы Бім)[14].